# Brasilia Challenger 1994
Il Brasilia Challenger 1994 è stato un torneo di tennis facente parte della categoria ATP Challenger Series nell'ambito dell'ATP Challenger Series 1994. Il torneo si è giocato a Brasilia in Brasile dall'8 al 14 agosto 1994 su campi in cemento.

## Vincitori

### Singolare
Laurence Tieleman ha battuto in finale  Frédéric Vitoux con il punteggio di 2–6, 7–6, 6–4

### Doppio
Bill Barber /  Ivan Baron hanno battuto in finale  Nelson Aerts /  Danilo Marcelino con il punteggio di 6–0, 7–5